# Jilin (satellite)
Pour les articles homonymes, voir Jilin (homonymie).
Jilin est une constellation de satellites d'observation de la Terre  développée par la société chinoise Chang Guang Satellite Technology (CGST) dont l'objectif est de commercialiser de l'imagerie satellitaire avec une fréquence d'actualisation très élevée.

## Contexte
La constellation, dont le déploiement a commencé début 2017, compte environ 60 satellites opérationnels en 2020 et 138 satellites prévu en 2030 ce qui permettrait d'atteindre une fréquence de passage de 10 minutes. La réalisation du projet est en partie subventionnée par la province chinoise de Jilin dans un objectif de diversification de ses activités. Chang Guang Satellite Technology est entité commerciale créée par l'Institut d'optique, de mécanique fine et de physique de Changchun lui-même rattaché à l'Académie chinoise des sciences.

## Caractéristiques techniques
La constellation comprend plusieurs types de satellites,, : 
- LQSat est un petit satellite expérimental
- Jilin-1 Optique : plus lourds (450 kg), leur résolution optique est de 72 centimètres (panchromatique) et de 4 mètres en multispectral.
- Jilin-1 Video : modèle principal, avec une capacité vidéo, au moins deux versions ont déjà été déployées fin 2017 :
  - La première version avait une masse de 95 kg et une résolution spatiale de 1,3 mètre.
  - La deuxième version  qui a pris sa suite a une masse de 208 kg et une résolution optique de l'ordre du mètre.
- Jilin-1 Hyperspectral : avec seulement 26 bandes spectrales acquises, ces satellites sont abusivement définis comme ayant des capacités hyperspectrales. Ils fournissent toutefois des images avec une résolution de 5 mètres.

## Historique des lancements
Les satellites de la constellation sont placés sur une orbite héliosynchrone par différents lanceurs chinois : Longue Marche 2D, Kuaizhou, Longue Marche 6, Longue Marche 11.
| Satellite | Type                  | Date de lancement        | Lanceur          | Site de lancement   | Identifiant COSPAR | Masse  | Orbite                  | Autres caractéristiques                                 |
| --- | --------------------- | ------------------------ | ---------------- | ------------------- | ------------------ | ------ | ----------------------- | ------------------------------------------------------- |
| Jilin 1 Optical-A                                                                                             | Jilin-1 Optique       | 7 octobre 2015, 04:13    | Longue Marche 2D | Jiuquan             | 2015-057D          | 450 kg | 640 km × 663 km, 98,04° | Résolution : 0.72m PAN, 4m MSI                          |
| Jilin 1 Video-01                                                                                              | Jilin-1 Vidéo         | 7 octobre 2015, 04:13    | Longue Marche 2D | Jiuquan             | 2015-057B          | 95 kg  | 640 km × 663 km, 98,04° | Résolution au sol de 1,3 m, vidéo couleur               |
| Jilin 1 Video-02                                                                                              | Jilin-1 Vidéo         | 7 octobre 2015, 04:13    | Longue Marche 2D | Jiuquan             | 2015-057C          | 95 kg  | 640 km × 663 km, 98,04° | Résolution au sol de 1,3 m, vidéo couleur               |
| Jilin-1 LQSat                                                                                                 | Jilin-1 LQSat         | 7 octobre 2015, 04:13    | Longue Marche 2D | Jiuquan             | 2015-057A          | 54 kg  | 640 km × 663 km, 98,04° | Satellite expérimental                                  |
| Jilin 1-03 | Jilin-1 Vidéo         | 9 janvier 2017, 04:11    | Kuaizhou-1A      | Jiuquan             | 2017-002B          | 165 kg | 640 km × 663 km, 98,04° | résolution spatiale 92 centimètres, fauchée 11 × 4,5 km |
| Jilin 1-04 | Jilin-1 Vidéo         | 21 novembre 2017, 04:50  | Longue Marche 6  | Taïyuan             | 2017-074A          | 208 kg | 351 km × 547 km, 97.54° | résolution spatiale 1 mètre, fauchée 19 × 4,5 km        |
| Jilin 1-05 | Jilin-1 Vidéo         | 21 novembre 2017, 04:50  | Longue Marche 6  | Taïyuan             | 2017-074B          | 208 kg | 351 km × 547 km, 97.54° | résolution spatiale 1 mètre, fauchée 19 × 4,5 km        |
| Jilin 1-06 | Jilin-1 Vidéo         | 21 novembre 2017, 04:50  | Longue Marche 6  | Taïyuan             | 2017-074C          | 208 kg | 351 km × 547 km, 97.54° | résolution spatiale 1 mètre, fauchée 19 × 4,5 km        |
| Jilin 1-07 | Jilin-1 Vidéo         | 19 janvier 2018, 04:12   | Longue Marche 11 | Jiuquan             | 2018-008E          | 208 kg |                         |                                                         |
| Jilin 1-08 | Jilin-1 Vidéo         | 19 janvier 2018, 04:12   | Longue Marche 11 | Jiuquan             | 2018-008F          | 208 kg |                         |                                                         |
| Jilin 1 Hyp.-01                                                                                               | Jilin-1 Hyperspectral | 21 janvier 2019, 05:42   | Longue Marche 11 | Jiuquan             | 2019-005B          |        | 521 km × 538 km, 97.51° | 26 bandes spectrales HSI, résolution spatiale 5 mètres  |
| Jilin 1 Hyp.-02                                                                                               | Jilin-1 Hyperspectral | 21 janvier 2019, 05:42   | Longue Marche 11 | Jiuquan             | 2019-005E          |        | 521 km × 538 km, 97.51° | 26 bandes spectrales HSI, résolution spatiale 5 mètres  |
| Jilin-1 Gaofen-03A                                                                                            |                       | 5 juin 2019, 04:06       | Longue Marche 11 | Plate-forme Tai Rui | 2019-032E          |        |                         | 1.06m PAN, 4.24m 4 bandes spectrales MSI                |
| Jilin-1 Gaofen-02A                                                                                            |                       | 13 novembre 2019, 03:40  | Kuaizhou-1A      | Jiuquan             | 2019-075A          |        |                         | 0.75m PAN, 3m 4 bandes spectrales MSI                   |
| Jilin-1 Gaofen-02B                                                                                            |                       | 7 décembre 2019, 02:55   | Kuaizhou-1A      | Taïyuan             | 2019-086A          |        |                         | 0.75m PAN, 3m 4 bandes spectrales MSI                   |
| Jilin-1 Kuanfu-01                                                                                             |                       | 15 janvier 2020, 02:53   | Longue Marche 2D | Taïyuan             | 2020-003A          |        |                         | 0.5m PAN, 2m 4 bandes spectrales MSI                    |
| Jilin-1 Gaofen-02E                                                                                            |                       | 10 juillet 2020, 04:17   | Kuaizhou-11      | Jiuquan             | Échec              |        | Échec                   | 0.75m PAN, 3m MSI                                       |
| Jilin-1 Gaofen-02C                                                                                            |                       | 12 septembre 2020, 05:02 | Kuaizhou-1A      | Jiuquan             | Échec              |        | Échec                   | 0.75m PAN, 3m MSI                                       |
| Jilin-1 Gaofen-03B-01                                                                                         |                       | 15 septembre 2020, 01:23 | Longue Marche 11 | Plate-forme De Bo-3 | 2020-065A          |        |                         | 1m PAN, 4m MSI, 1.2m vidéo couleur                      |
| Jilin-1 Gaofen-03B-02                                                                                         |                       | 15 septembre 2020, 01:23 | Longue Marche 11 | Plate-forme De Bo-3 | 2020-065B          |        |                         | 1m PAN, 4m MSI, 1.2m vidéo couleur                      |
| Jilin-1 Gaofen-03B-03                                                                                         |                       | 15 septembre 2020, 01:23 | Longue Marche 11 | Plate-forme De Bo-3 | 2020-065C          |        |                         | 1m PAN, 4m MSI, 1.2m vidéo couleur                      |
| Jilin-1 Gaofen-03B-04                                                                                         |                       | 15 septembre 2020, 01:23 | Longue Marche 11 | Plate-forme De Bo-3 | 2020-065D          |        |                         | 1m PAN, 4m MSI, 1.2m vidéo couleur                      |
| Jilin-1 Gaofen-03B-05                                                                                         |                       | 15 septembre 2020, 01:23 | Longue Marche 11 | Plate-forme De Bo-3 | 2020-065E          |        |                         | 1m PAN, 4m MSI, 1.2m vidéo couleur                      |
| Jilin-1 Gaofen-03B-06                                                                                         |                       | 15 septembre 2020, 01:23 | Longue Marche 11 | Plate-forme De Bo-3 | 2020-065F          |        |                         | 1m PAN, 4m MSI, 1.2m vidéo couleur                      |
| Jilin-1 Gaofen-03C-01                                                                                         |                       | 15 septembre 2020, 01:23 | Longue Marche 11 | Plate-forme De Bo-3 | 2020-065G          |        |                         | 1m PAN, 4m MSI, 1.2m vidéo couleur                      |
| Jilin-1 Gaofen-03C-02                                                                                         |                       | 15 septembre 2020, 01:23 | Longue Marche 11 | Plate-forme De Bo-3 | 2020-065H          |        |                         | 1m PAN, 4m MSI, 1.2m vidéo couleur                      |
| Jilin-1 Gaofen-03C-03                                                                                         |                       | 15 septembre 2020, 01:23 | Longue Marche 11 | Plate-forme De Bo-3 | 2020-065J          |        |                         | 1m PAN, 4m MSI, 1.2m vidéo couleur                      |
| Jilin-1 Kuanfu-01B                                                                                            |                       | 3 juillet 2021, 02:51,   | Longue Marche 2D | Taïyuan             | 2021-061_          |        |                         | 0.75m PAN, 4 bandes spectrales MSI                      |
| Jilin-1 Gaofen-03D01                                                                                          |                       | 3 juillet 2021, 02:51,   | Longue Marche 2D | Taïyuan             | 2021-061_          |        |                         | 0.75m PAN, 4 bandes spectrales MSI                      |
| Jilin-1 Gaofen-03D02                                                                                          |                       | 3 juillet 2021, 02:51,   | Longue Marche 2D | Taïyuan             | 2021-061_          |        |                         | 0.75m PAN, 4 bandes spectrales MSI                      |
| Jilin-1 Gaofen-03D03                                                                                          |                       | 3 juillet 2021, 02:51,   | Longue Marche 2D | Taïyuan             | 2021-061_          |        |                         | 0.75m PAN, 4 bandes spectrales MSI                      |
| Jilin-1 Mofang-01A                                                                                            |                       | 3 août 2021, 07:39,      | Hyperbola-1      | Jiuquan             | Échec              |        | Échec                   | Capteur électro-optique                                 |
| Jilin-1 Gaofen-02D                                                                                            |                       | 27 septembre 2021, 06:19 | Kuaizhou-1A      | Jiuquan             | 2021-086A          |        |                         | 0.75m PAN, 3m MSI                                       |
| Jilin-1 Gaofen-02F                                                                                            |                       | 27 octobre 2021, 06:19   | Kuaizhou-1A      | Jiuquan             | 2021-097A          |        |                         | 0.75m PAN, 3m MSI                                       |
| Jilin-1 Gaofen-03D-10                                                                                         |                       | 27 février 2022, 03:06   | Longue Marche 8  | Wenchang            | 2022-019_          |        |                         | 0.75m PAN, 4 bandes spectrales MSI                      |
| Jilin-1 Gaofen-03D-11                                                                                         |                       | 27 février 2022, 03:06   | Longue Marche 8  | Wenchang            | 2022-019_          |        |                         | 0.75m PAN, 4 bandes spectrales MSI                      |
| Jilin-1 Gaofen-03D-12                                                                                         |                       | 27 février 2022, 03:06   | Longue Marche 8  | Wenchang            | 2022-019_          |        |                         | 0.75m PAN, 4 bandes spectrales MSI                      |
| Jilin-1 Gaofen-03D-13                                                                                         |                       | 27 février 2022, 03:06   | Longue Marche 8  | Wenchang            | 2022-019_          |        |                         | 0.75m PAN, 4 bandes spectrales MSI                      |
| Jilin-1 Gaofen-03D-14                                                                                         |                       | 27 février 2022, 03:06   | Longue Marche 8  | Wenchang            | 2022-019_          |        |                         | 0.75m PAN, 4 bandes spectrales MSI                      |
| Jilin-1 Gaofen-03D-15                                                                                         |                       | 27 février 2022, 03:06   | Longue Marche 8  | Wenchang            | 2022-019_          |        |                         | 0.75m PAN, 4 bandes spectrales MSI                      |
| Jilin-1 Gaofen-03D-16                                                                                         |                       | 27 février 2022, 03:06   | Longue Marche 8  | Wenchang            | 2022-019_          |        |                         | 0.75m PAN, 4 bandes spectrales MSI                      |
| Jilin-1 Gaofen-03D-17                                                                                         |                       | 27 février 2022, 03:06   | Longue Marche 8  | Wenchang            | 2022-019_          |        |                         | 0.75m PAN, 4 bandes spectrales MSI                      |
| Jilin-1 Gaofen-03D-18                                                                                         |                       | 27 février 2022, 03:06   | Longue Marche 8  | Wenchang            | 2022-019_          |        |                         | 0.75m PAN, 4 bandes spectrales MSI                      |
| Jilin-1 Mofang-02A-01                                                                                         |                       | 27 février 2022, 03:06   | Longue Marche 8  | Wenchang            | 2022-019_          |        |                         | Capteur électro-optique                                 |
| Jilin-1 Gaofen-03D-04                                                                                         |                       | 30 avril 2022, 03:30     | Longue Marche 11 | Plate-forme Tai Rui | 2022-046_          |        |                         | 0.75m PAN, 4 bandes spectrales MSI                      |
| Jilin-1 Gaofen-03D-05                                                                                         |                       | 30 avril 2022, 03:30     | Longue Marche 11 | Plate-forme Tai Rui | 2022-046_          |        |                         | 0.75m PAN, 4 bandes spectrales MSI                      |
| Jilin-1 Gaofen-03D-06                                                                                         |                       | 30 avril 2022, 03:30     | Longue Marche 11 | Plate-forme Tai Rui | 2022-046_          |        |                         | 0.75m PAN, 4 bandes spectrales MSI                      |
| Jilin-1 Gaofen-03D-07                                                                                         |                       | 30 avril 2022, 03:30     | Longue Marche 11 | Plate-forme Tai Rui | 2022-046_          |        |                         | 0.75m PAN, 4 bandes spectrales MSI                      |
| Jilin-1 Gaofen-04A                                                                                            |                       | 30 avril 2022, 03:30     | Longue Marche 11 | Plate-forme Tai Rui | 2022-046_          |        |                         | Capteur électro-optique                                 |
| Jilin-1 Kuanfu-01C                                                                                            |                       | 5 mai 2022, 02:38        | Longue Marche 2D | Taïyuan             | 2022-048_          |        |                         | Capteur électro-optique                                 |
| Jilin-1 Gaofen-03D-27                                                                                         |                       | 5 mai 2022, 02:38        | Longue Marche 2D | Taïyuan             | 2022-048_          |        |                         | 0.75m PAN, 4 bandes spectrales MSI                      |
| Jilin-1 Gaofen-03D-28                                                                                         |                       | 5 mai 2022, 02:38        | Longue Marche 2D | Taïyuan             | 2022-048_          |        |                         | 0.75m PAN, 4 bandes spectrales MSI                      |
| Jilin-1 Gaofen-03D-29                                                                                         |                       | 5 mai 2022, 02:38        | Longue Marche 2D | Taïyuan             | 2022-048_          |        |                         | 0.75m PAN, 4 bandes spectrales MSI                      |
| Jilin-1 Gaofen-03D-30                                                                                         |                       | 5 mai 2022, 02:38        | Longue Marche 2D | Taïyuan             | 2022-048_          |        |                         | 0.75m PAN, 4 bandes spectrales MSI                      |
| Jilin-1 Gaofen-03D-31                                                                                         |                       | 5 mai 2022, 02:38        | Longue Marche 2D | Taïyuan             | 2022-048_          |        |                         | 0.75m PAN, 4 bandes spectrales MSI                      |
| Jilin-1 Gaofen-03D-32                                                                                         |                       | 5 mai 2022, 02:38        | Longue Marche 2D | Taïyuan             | 2022-048_          |        |                         | 0.75m PAN, 4 bandes spectrales MSI                      |
| Jilin-1 Gaofen-03D-33                                                                                         |                       | 5 mai 2022, 02:38        | Longue Marche 2D | Taïyuan             | 2022-048_          |        |                         | 0.75m PAN, 4 bandes spectrales MSI                      |
| Jilin-1 Mofang-01A                                                                                            |                       | 13 mai 2022, 07:09       | Hyperbola-1      | Jiuquan             | Échec              |        | Échec                   | Capteur électro-optique                                 |
| Jilin-1 Gaofen-03D-09                                                                                         |                       | 10 août 2022             | Longue Marche 6  | Taïyuan             | 2022-098_          |        |                         | 0.75m PAN, 4 bandes spectrales MSI                      |
| Jilin-1 Gaofen-03D-35                                                                                         |                       | 10 août 2022             | Longue Marche 6  | Taïyuan             | 2022-098_          |        |                         | 0.75m PAN, 4 bandes spectrales MSI                      |
| Jilin-1 Gaofen-03D-36                                                                                         |                       | 10 août 2022             | Longue Marche 6  | Taïyuan             | 2022-098_          |        |                         | 0.75m PAN, 4 bandes spectrales MSI                      |
| Jilin-1 Gaofen-03D-37                                                                                         |                       | 10 août 2022             | Longue Marche 6  | Taïyuan             | 2022-098_          |        |                         | 0.75m PAN, 4 bandes spectrales MSI                      |
| Jilin-1 Gaofen-03D-38                                                                                         |                       | 10 août 2022             | Longue Marche 6  | Taïyuan             | 2022-098_          |        |                         | 0.75m PAN, 4 bandes spectrales MSI                      |
| Jilin-1 Gaofen-03D-39                                                                                         |                       | 10 août 2022             | Longue Marche 6  | Taïyuan             | 2022-098_          |        |                         | 0.75m PAN, 4 bandes spectrales MSI                      |
| Jilin-1 Gaofen-03D-40                                                                                         |                       | 10 août 2022             | Longue Marche 6  | Taïyuan             | 2022-098_          |        |                         | 0.75m PAN, 4 bandes spectrales MSI                      |
| Jilin-1 Gaofen-03D-41                                                                                         |                       | 10 août 2022             | Longue Marche 6  | Taïyuan             | 2022-098_          |        |                         | 0.75m PAN, 4 bandes spectrales MSI                      |
| Jilin-1 Gaofen-03D-42                                                                                         |                       | 10 août 2022             | Longue Marche 6  | Taïyuan             | 2022-098_          |        |                         | 0.75m PAN, 4 bandes spectrales MSI                      |
| Jilin-1 Gaofen-03D-43                                                                                         |                       | 10 août 2022             | Longue Marche 6  | Taïyuan             | 2022-098_          |        |                         | 0.75m PAN, 4 bandes spectrales MSI                      |
| Jilin-1 Hongwai-A01                                                                                           |                       | 10 août 2022             | Longue Marche 6  | Taïyuan             | 2022-098_          |        |                         | Infrarouge                                              |
| Jilin-1 Hongwai-A02                                                                                           |                       | 10 août 2022             | Longue Marche 6  | Taïyuan             | 2022-098_          |        |                         | Infrarouge                                              |
| Jilin-1 Hongwai-A03                                                                                           |                       | 10 août 2022             | Longue Marche 6  | Taïyuan             | 2022-098_          |        |                         | Infrarouge                                              |
| Jilin-1 Hongwai-A04                                                                                           |                       | 10 août 2022             | Longue Marche 6  | Taïyuan             | 2022-098_          |        |                         | Infrarouge                                              |
| Jilin-1 Hongwai-A05                                                                                           |                       | 10 août 2022             | Longue Marche 6  | Taïyuan             | 2022-098_          |        |                         | Infrarouge                                              |
| Jilin-1 Hongwai-A06                                                                                           |                       | 10 août 2022             | Longue Marche 6  | Taïyuan             | 2022-098_          |        |                         | Infrarouge                                              |
| Jilin-1 Gaofen-03D-08                                                                                         |                       | 16 novembre 2022, 06:20  | Ceres-1          | Jiuquan             | 2022-155_          |        |                         | 0.75m PAN, 4 bandes spectrales MSI                      |
| Jilin-1 Gaofen-03D-51                                                                                         |                       | 16 novembre 2022, 06:20  | Ceres-1          | Jiuquan             | 2022-155_          |        |                         | 0.75m PAN, 4 bandes spectrales MSI                      |
| Jilin-1 Gaofen-03D-52                                                                                         |                       | 16 novembre 2022, 06:20  | Ceres-1          | Jiuquan             | 2022-155_          |        |                         | 0.75m PAN, 4 bandes spectrales MSI                      |
| Jilin-1 Gaofen-03D-53                                                                                         |                       | 16 novembre 2022, 06:20  | Ceres-1          | Jiuquan             | 2022-155_          |        |                         | 0.75m PAN, 4 bandes spectrales MSI                      |
| Jilin-1 Gaofen-03D-54                                                                                         |                       | 16 novembre 2022, 06:20  | Ceres-1          | Jiuquan             | 2022-155_          |        |                         | 0.75m PAN, 4 bandes spectrales MSI                      |
| Jilin-1 Gaofen-03D-44                                                                                         |                       | 9 décembre 2022, 06:35   | Jielong-3        | Plate-forme Tai Rui | 2022-167_          |        |                         | 0.75m PAN, 4 bandes spectrales MSI                      |
| Jilin-1 Gaofen-03D-45                                                                                         |                       | 9 décembre 2022, 06:35   | Jielong-3        | Plate-forme Tai Rui | 2022-167_          |        |                         | 0.75m PAN, 4 bandes spectrales MSI                      |
| Jilin-1 Gaofen-03D-46                                                                                         |                       | 9 décembre 2022, 06:35   | Jielong-3        | Plate-forme Tai Rui | 2022-167_          |        |                         | 0.75m PAN, 4 bandes spectrales MSI                      |
| Jilin-1 Gaofen-03D-47                                                                                         |                       | 9 décembre 2022, 06:35   | Jielong-3        | Plate-forme Tai Rui | 2022-167_          |        |                         | 0.75m PAN, 4 bandes spectrales MSI                      |
| Jilin-1 Gaofen-03D-48                                                                                         |                       | 9 décembre 2022, 06:35   | Jielong-3        | Plate-forme Tai Rui | 2022-167_          |        |                         | 0.75m PAN, 4 bandes spectrales MSI                      |
| Jilin-1 Gaofen-03D-49                                                                                         |                       | 9 décembre 2022, 06:35   | Jielong-3        | Plate-forme Tai Rui | 2022-167_          |        |                         | 0.75m PAN, 4 bandes spectrales MSI                      |
| Jilin-1 Gaofen-03D-50                                                                                         |                       | 9 décembre 2022, 06:35   | Jielong-3        | Plate-forme Tai Rui | 2022-167_          |        |                         | 0.75m PAN, 4 bandes spectrales MSI                      |
| Jilin-1 Pingtai-01A01                                                                                         |                       | 9 décembre 2022, 06:35   | Jielong-3        | Plate-forme Tai Rui | 2022-167_          |        |                         | ?                                                       |
| Jilin-1 Gaofen-03D-34                                                                                         |                       | 15 janvier 2023, 03:14   | Longue Marche 2D | Taïyuan             | 2023-007_          |        |                         | 0.75m PAN, 4 bandes spectrales MSI                      |
| Jilin-1 Mofang-02A03                                                                                          |                       | 15 janvier 2023, 03:14   | Longue Marche 2D | Taïyuan             | 2023-007_          |        |                         |                                                         |
| Jilin-1 Mofang-02A04                                                                                          |                       | 15 janvier 2023, 03:14   | Longue Marche 2D | Taïyuan             | 2023-007_          |        |                         |                                                         |
| Jilin-1 Mofang-02A07                                                                                          |                       | 15 janvier 2023, 03:14   | Longue Marche 2D | Taïyuan             | 2023-007_          |        |                         |                                                         |
| Jilin-1 Hongwai-A07                                                                                           |                       | 15 janvier 2023, 03:14   | Longue Marche 2D | Taïyuan             | 2023-007_          |        |                         | Infrarouge                                              |
| Jilin-1 Hongwai-A08                                                                                           |                       | 15 janvier 2023, 03:14   | Longue Marche 2D | Taïyuan             | 2023-007_          |        |                         | Infrarouge                                              |
| Jilin-1 Gaofen-03D-19 à 26                                                                                    |                       | 15 juin 2023, 05:30      | Longue Marche 2D | Taïyuan             | 2023-085_          |        |                         |                                                         |
| Jilin-1 Gaofen-06A-01 à 30                                                                                    |                       | 15 juin 2023, 05:30      | Longue Marche 2D | Taïyuan             | 2023-085_          |        |                         |                                                         |
| Jilin-1 Pingtai-02A-01 à 02                                                                                   |                       | 15 juin 2023, 05:30      | Longue Marche 2D | Taïyuan             | 2023-085_          |        |                         |                                                         |
| Jilin-1 Kuanfu 02A                                                                                            |                       | 25 août 2023             | Ceres-1          | Jiuquan             | 2023-127A          |        | Orbite héliosynchrone   |                                                         |
| Jilin 1 Gaofen-04B                                                                                            |                       | 21 septembre 2023        | Ceres-1          | Jiuquan             | Échec              |        | Échec                   |                                                         |
| Jilin 1 Kuanfu 02B-01 à 06                                                                                    |                       | 20 septembre 2024        | Longue Marche 2D | Taïyuan             | 2024-169_          |        | Orbite héliosynchrone   |                                                         |
| Lancements prévus                                                                                             |                       |                          |                  |                     |                    |        |                         |                                                         |
| Jilin 1 |                       |                          |                  |                     |                    |        |                         |                                                         |
| Sources: Gunter's Space Page, CelesTrak, United States Space Force, Chang Guang Satellite Technology Co. Ltd. |                       |                          |                  |                     |                    |        |                         |                                                         |

## Utilisation par des groupes armés

### Groupe Wagner
Les satellites Jilin-1 Gaofen-03D-12 et 13 ont été vendus en novembre 2022, soit à peu près 7 mois après leur lancement, au groupe paramilitaire russe Wagner, qui s'en est servi pour obtenir du renseignement optique sur ses différentes opérations, notamment l'invasion de l'Ukraine, les opérations au Mali et en Centrafrique. Wagner a également commandé à Chang Guang Satellite Technology (CGST) de l'imagerie supplémentaire acquise via le reste de la constellation, notamment 80 images du territoire russe en mai 2023, soit seulement un mois avant la rébellion du groupe en juin.

### Houthis
En 2025, les États-Unis accusent la CGST de soutenir directement les attaques des Houthis au Yémen en fournissant de l'imagerie satellitaire.